# 女性騎手
女性騎手（じょせいきしゅ）とは、競馬における女性の騎手のことである。

## 概要
日本では1898年頃、横浜競馬場において日本レース・倶楽部委員であったW・F・ミッチェルの妻ら3人の女性がレースにおいて騎乗し、ミッチェルの妻が優勝したという記録が残されている。その後、1936年に斉藤澄子が京都競馬倶楽部での騎手免許試験に合格した。しかし、競馬関係者が「女性騎手の存在は風紀を乱す」と反対運動を展開した結果、農林省および東京帝国競馬協会が斉藤のレース出場を禁止する通達を出したためレースに騎乗することができず、さらに1937年に発足した日本競馬会が男性であることを騎手の要件とした（当時）ため引退を余儀なくされた。吉永みち子の小説『繋（つな）がれた夢』の主人公は斉藤がモデルとなっている。
なお、チェコのヴェルカパルドゥビツカを1937年に制したノルマ（Norma）の騎手はブランダイズ伯爵夫人（Lata Brandisova）で、同レース6度目の挑戦で優勝した。この夫人は1916年からパルドゥビツェ競馬場で騎乗している。またドイツなどでも婦人騎手の活躍が目立ち、同じく1937年にはドイツ、オーストリアで婦人騎手限定競走が27回（分割で28競走）行われ31人の婦人騎手が参戦した。もっとも成績が良かったエー・ブルーメ夫人はそのうち27レースに騎乗し10勝を挙げている。
事実上は日本の植民地であった満州国のハルビン競馬場では1937年に白系ロシア人の女性騎手が確認され、また女性騎手戦も行われていた。ただし、ハルビン競馬場ではロシア人が好む繋駕速歩競走（トロットレース）が多く行われていたので彼女たちもトロットレースのドライバーだったのかもしれない。日本国内では国籍や性別による差別があり、また馬券や競馬そのものも細かく規則で管理されていたが、満州国の競馬場では民族差別や性差別は少なく競馬自体がおおらかにおこなわれていたという。ハルビンの女性騎手は大連競馬場にも出場している。
斉藤の引退から30年以上を経た1968年11月にアメリカで騎手免許を取得したペニー・アン・アーリーがデビューした。しかし男性騎手がストライキを起こすなどして抵抗し、斉藤と同様に一度もレースに出場することなく引退した。
このように完全なる男尊女卑の社会であったかつての競馬界において異色の存在であった女性騎手は、それゆえにその誕生から不遇に満ちたものだった。
しかしその後、1960年代後半から起こったウーマンリブの世界的広がりなどの影響から、競馬界においても不当な男女差別が問題視されるようになり、以後実際にレースで騎乗し活躍を見せる女性騎手が登場し始める。
最も成功した女性騎手はアメリカのジュリー・クローンである。クローンは通算3704勝、重賞132勝、1993年のベルモントステークスに優勝するなど超一流騎手と呼ぶに相応しい実績をあげ、2000年8月に女性騎手として初めて競馬の殿堂入りを果たした。
21世紀以降も、カナダのシャンタル・サザーランドなどの超一流クラスの女性騎手が登場している。サザーランドはモデル業と騎手を兼任しているめずらしい騎手でもある。

### 日本における女性騎手
日本では勝利数の面において、中央競馬よりも地方競馬において女性騎手が活躍している。名古屋競馬場に所属している宮下瞳が、日本における女性騎手の最多勝利記録の1341勝(2025年5月現在)を挙げ（地方競馬のみ）、短期騎手免許で騎乗した韓国でも50勝以上を挙げている。なお、2002年に中央競馬の短期免許を取得したニュージーランドのロシェル・ロケットが、中山大障害に優勝。これが中央競馬初の女性騎手による重賞優勝、かつGI（J・GI）優勝である。
対する日本中央競馬会（JRA）所属の日本人女性騎手については、1990年代後半から2000年までに6人がデビューしたが、いずれも目立った活躍を見せられないままターフを去っている。またJRA競馬学校でも16期の西原玲奈が卒業した後、2013年（平成25年）の32期で藤田菜七子が入学するまで女性の在校生が途絶え、2013年9月30日付けで増沢由貴子（旧姓：牧原）が引退したことで、JRAに所属する女性騎手は一時的にいなくなった。しかしその後に藤田が2016年（平成28年）3月1日付でデビューし、16年ぶりの女性騎手誕生、また3年ぶりにJRA所属の女性騎手が復活した。藤田はキャリア4年目となる2019年にはいずれもコパノキッキングの騎乗で、フェブラリーステークスではJRA所属女性騎手として初のGI競走騎乗を果たし、同年の東京盃（自身初の重賞初制覇かつダートグレード競走初の女性騎手の重賞制覇）を制した後、カペラステークスでJRA重賞初制覇（JRA所属女性騎手のJRA重賞初制覇）を果たした。
藤田の活躍もあって翌年には古川奈穂が競馬学校に入学（36期→留年で37期に編入、2021年デビュー）し、以後毎年のように女性の騎手候補生が入学している。特に38期で2022年にデビューした今村聖奈はこれまで藤田が記録した女性騎手の年間勝利記録を更新し、さらに同年のCBC賞では藤田が果たせなかったデビュー年の重賞初騎乗初制覇も達成している。2023年1月15日の小倉競馬第12競走では、JRAに所属する女性騎手4名（藤田菜七子、永島まなみ、古川奈穂、今村聖奈）が揃って騎乗する初の機会となり、今村が制している。
2023年の新規騎手免許試験では39期の河原田菜々、小林美駒の2名が合格し、同年3月1日付で騎手免許を取得したことで、同時期に活動するJRA所属の現役女性騎手は6人となり最多を更新する事となった。さらに2024年の新規騎手免許試験で40期（39期→留年で40期に編入）の大江原比呂が合格し4年連続で新規の女性騎手を輩出、JRA所属女性騎手は7名となり、さらに最多を更新した。
2024年に結婚を発表（増沢由貴子に続くJRA所属騎手2人目）し、現役を続行していた藤田が10月11日付で騎手を引退した。その後、2025年2月1日付で大江原が騎手免許取得から僅か約1年で騎手引退となったため、JRA所属女性騎手は一時5名に減少した。その後入れ替わる形で、2025年の新規騎手免許試験で41期の谷原柚希が合格して5年連続で女性騎手が輩出され、同年3月1日付で騎手免許を取得し6名となる。
2024年4月13日の福島競馬第2競走（芝1,200m・16頭）では藤田菜七子、永島まなみ、古川奈穂、小林美駒、河原田菜々、大江原比呂の6名の女性騎手が初めて同時に騎乗することとなり、女性騎手過去最多の同一競走騎乗となった（最先着は小林の6着、以下は藤田8着、古川11着、永島13着、大江原15着、河原田16着の順で入線）。
2023年11月26日のジャパンカップでは、海外調教馬のイレジン（9着）にマリー・ヴェロン、JRAのヴェラアズール（7着）にホリー・ドイル、ウインエアフォルク（15着）に藤田菜七子が騎乗し、JRAのGI競走として初の複数人の女性騎手が騎乗している。2024年には短期騎手免許で騎乗しているレイチェル・キングがアメリカジョッキークラブカップ、東京新聞杯を相次いで制し、さらにはキャリア4年目の永島まなみがマーメイドステークスを制し（自身初の重賞制覇）、初めて「1年間で複数の女性騎手がJRA重賞競走を複数にわたり勝利」を挙げている。キングはその後、2025年のフェブラリーステークスを制しており、JRAの平地GI級競走では女性騎手初の勝利となった（前述の通り、J・GI競走を含めると2人目）。
JRA所属女性騎手のうち、通算100勝（JRAのみ）以上の騎手は藤田菜七子（2020年4月25日到達、現役最終時点で166勝）と永島まなみ（2024年7月6日到達）の2名である。
日本全国の女性騎手を招待して開催されるシリーズとして、「レディースジョッキーズシリーズ」（LJS）があった。これは荒尾競馬場で2004年および2005年に行われた「全日本レディース招待競走」を前身とし、1997年から2000年まで中津競馬場で行われていた「卑弥呼杯」、2001年に新潟競馬場で行われた「駒子賞」を起源とする。そのほか「レディスカップ」（1981年 - 1984年、水沢競馬場、上山競馬場、新潟競馬場）、「国内女性騎手招待競走」（1982年 - 1984年、水沢競馬場）、「ANJレディースカップ」（1988年、札幌競馬場）、「インターナショナルクイーンジョッキーシリーズ」（1989年 - 1993年）などがあった。2016年より「レディスヴィクトリーラウンド」が創設されている。
地方競馬の通年表彰制度であるNARグランプリでは1990年から「優秀女性騎手賞」の部門を設置し、その年に最も活躍した女性騎手を表彰している。

### 女性騎手に対する減量特典
2020年4月現在、日本においては全ての競馬主催者において女性騎手に対してレース時の負担重量を減量する制度が導入されており、平地競走が施行されないばんえい競馬以外は制度がほぼ統一されており、主催者により対象となる競走には多少の差異はあるが原則的に一般競走において2キログラム（見習騎手の減量特典と合わせて最大4キログラム）が騎手免許取得年数に関わらず永続的に減量される。
これは中央競馬で2019年3月より女性騎手の減量制度を導入されたのを皮切りに、地方競馬の主催者も追従し、2019年のうちにホッカイドウ競馬・ばんえい競馬を除く全ての地方競馬主催者が統一のルールを導入し、2020年度よりホッカイドウ競馬も追従し平地競走を施行する全ての主催者の足並みが揃った。

#### 女性騎手に対する統一減量特典（2キログラム減）の導入沿革
- 2019年3月1日 中央競馬[19]
- 2019年4月1日 盛岡競馬場・水沢競馬場（岩手競馬）、金沢競馬場、名古屋競馬場、笠松競馬場、園田競馬場・姫路競馬場（兵庫競馬）、高知競馬場、佐賀競馬場[20]
- 2019年9月30日 大井競馬場・船橋競馬場・浦和競馬場・川崎競馬場（南関東公営競馬）[21]
- 2020年度 ホッカイドウ競馬（正確な導入日は不明であるが、2020年度の開催要項より前年度まで規定のなかった女性騎手の減量特典が記載されている。[22][23]）

なお、ばんえい競馬における女性騎手に対する減量特典は従前と変わらず10キログラムとなっている。
かつては、個々の地方競馬主催者が独自に女性騎手に対してレース時の負担重量を減量する特典を付与する制度を実施しており、平地競走においては1キログラム、ばんえい競馬は10キログラム優遇されていた。ただし、現在と同様に重賞競走においては適用されていなかった。
- ばんえい競馬
- 名古屋競馬場
- 笠松競馬場
- 高知競馬場
- 佐賀競馬場

### 女性競馬従事者の増加を巡る諸問題
騎手も含め、調教師・調教助手・厩務員など女性の競馬従事者が増加するなかで、大きな問題となるのがセクシャルハラスメント（セクハラ）が発生する可能性であり、実際に各競馬団体でもセクハラとされる事例が残念ながら発生しているのが現状である。かつては競馬サークルはほぼ男性だけで固められた閉鎖的な社会であったこともあり、調教師と弟子の師弟関係という側面もあり、女性厩舎従事者への順法意識の欠如が問題化した事例がいくつかみられた。
- 1970年代後半から80年代前半に浦和競馬（後に大井競馬へ移籍）で活動し、その後渡米して騎手を続け、26歳で引退した土屋薫は後年の取材で、当時は日本での数少ない女性騎手が物珍しかったこともあり、騎手招待競走などには引っ張りだこであったが、いわば「客寄せパンダ」の側面があったと述懐している。さらに土屋は遠征先の金沢競馬場（の3名）からセクハラ被害を受けたことを明かしている。ところがその際の主催者（金沢）側の対応も、所属元である大井競馬主催者への報告を決断した土屋を小さな部屋に閉じ込め「些細なことで大騒ぎして、いかに私がお馬鹿か」という説得を一晩中行ったり、関係者による隠蔽工作が図られたことや、精神的な面もあり金沢での騎乗をキャンセルして帰った大井競馬でも、被害者であるはずの土屋が「招待競走に騎乗せず、業務放棄による1カ月の騎乗停止」を受けるなど、主催者側による理不尽な対応が続いた。この事件が影響し、土屋は渡米するきっかけになったとされている[24]。
- 名古屋競馬に所属していた山本茜も、以前に所属していた調教師から抱き着かれたり、全裸になる事を強要されるなどの数度にわたるセクハラ・パワハラ行為を受けたことから、2007年10月に当該調教師に対し名古屋地方裁判所へ民事訴訟を提起した。山本は当該調教師から同年5月に「指示に従わない」ことを理由に所属契約を解除されていた。この訴訟は結局裁判前に「時間と労力を訴訟ではなく、馬に乗ることに使いたい」とコメントし、訴訟を取り下げた。騒動が拡大して本業の騎手としてではなくセクハラ被害騎手とみられるようになったことの影響とみられている[25][26]。なお、当該調教師に主催者側からの公式な処分はなかったとされる。その後、山本は一時ニュージーランドでの騎乗を経て、帰国後も名古屋の別の厩舎に所属して騎乗を続けたが、2012年11月に眼を負傷したことが原因となり、2015年の免許失効とともに騎手を引退している。
- また、笠松競馬では2021年に発覚した厩舎関係者の一連の不祥事の調査の過程において、1名の調教師が女性厩務員らへ度重なるセクシャルハラスメントを行っていた事が明らかになり[27]、別件の経費の水増し行為などと合わせて、岐阜県地方競馬組合から調教停止などの処分を受け、さらに地方競馬全国協会から調教師免許の更新が認められなかった[28]。

女性騎手を含め、競馬従事者が増加してきたこともあり、主催団体側は競馬場やトレーニングセンターなど女性用のトイレやロッカーも整備されるようになり、女性専用の調整ルームも設けられるようになった。また前述のセクハラ防止対策についても、関係者に対する研修実施などを行うなど、女性進出に関する課題の改善に向けて以前より大きく動いてはいるものの、発展途上の感は否めないところもある。
一方で、競馬場や調整ルーム内で女性専用の空間を設けたことで、逆に男性が立ち入れない閉鎖空間が醸成されてしまった弊害も出ている。JRAでは2023年4月の競馬開催日当日に、競馬場内の女性専用となっていた騎手控室内でスマートフォンを持ち込み、動画を閲覧するなどの公正確保に関わる注意義務違反が発生した。これにより、現役JRA所属女性騎手の6名のうち藤田菜七子を除く5名が同年5月13日より30日間（開催日10日間）の騎乗停止処分を受ける前代未聞の事態となった。この件ではJRA側も本人側の公正確保に関する認識の相違の問題に加え、「ジョッキールームは男子、女子と別れていて男子はジョッキーの数も多い。女性ジョッキーは6人しかおらず閉鎖した空間で、我々も入りづらい。管理ミスもあったと思っています」と管理が不徹底であったことを認めており、公正確保と女性騎手に対する配慮面の両立という課題が噴出する形となった。この問題は男女、若手・ベテランを問わず騎手の業務エリア内の情報機器の持ち込み・不正使用事案が続出して長らく尾を引き、2024年には藤田菜七子についても、競馬開催期間中の関係者との通話事案が判明して騎乗停止処分を受け、騎手を引退する結末となっている。

## 主な女性騎手

### 日本の女性騎手

#### 現役（2025年3月現在）
- 古川奈穂（JRA・栗東）
- 永島まなみ（JRA・栗東） - 父は兵庫県競馬組合調教師（元騎手）の永島太郎。
- 今村聖奈（JRA・栗東） - 父は元JRA騎手の今村康成[33]。
- 河原田菜々（JRA・栗東）
- 小林美駒（JRA・美浦）
- 谷原柚希（JRA・美浦）
- 竹ケ原茉耶（ばんえい）
- 今井千尋（ばんえい） - 父はばんえい競馬調教師の今井茂雅。
- 木之前葵（名古屋）
- 濱尚美（高知）
- 宮下瞳（本名：小山瞳）（名古屋） - 日本における女性騎手最多勝記録保持者（2022年3月現在）。2024年4月の春の叙勲で女性騎手初の黄綬褒章受章[34]。
- 関本玲花（岩手） - 父は岩手所属の調教師（元騎手）の関本浩司。
- 中島良美（浦和）
- 深澤杏花（笠松）
- 佐々木世麗（兵庫）
- 神尾香澄（川崎）
- 塩津璃菜（兵庫）

#### 引退
- 斉藤澄子（京都競馬倶楽部）
- 板倉真由子（JRA・美浦）
- 押田純子（現姓：清水）（JRA・栗東） - 父は元JRA騎手の押田年郎。夫は調教師の清水久詞。
- 田村真来（JRA・美浦） - 父は元JRA騎手の田村正光。
- 西原玲奈（現姓：前原）（JRA・栗東）
- 細江純子（JRA・栗東） - 現：ホース・コラボレーター（競馬評論家）
- 増沢由貴子（旧姓：牧原）（JRA・美浦） - 義父は元騎手・調教師の増沢末夫。
- 藤田菜七子（JRA・美浦）
- 大江原比呂（JRA・美浦） - 祖父は元JRA騎手・調教師の大江原哲[35]。
- 佐藤希世子（ばんえい）
- 辻本由美（ばんえい） - 父は調教師の辻本誠作、弟は騎手の辻本貴信。
- 勝賀瀬芳子（北海道〜宇都宮）
- 佐々木明美（北海道）
- 笹木美典（北海道）
- 安田歩（北海道）
- 鈴木麻優（岩手） - 現：競馬評論家
- 石川夏子（岩手）
- 高橋クニ（岩手） - 実際にレースで騎乗した日本初の女性騎手。繋駕競走のみ騎乗し、通算253戦33勝、2着39回（1966年 - 1971年）。水沢・高橋武（クニの夫でもある）厩舎所属。娘の優子（下記参照）は日本初の平地女性騎手。
- 佐々木亜紀（岩手）
- 千田和江（岩手）
- 新田弥生（旧姓：吉田）（岩手）
- 皆川麻由美（岩手）
- 岩田富子（上山） - 昭和20年代に活動。『地方競馬』1986年7月号29ページにおいて「（斉藤を除くと実質的な）本邦女性騎手第一号といわれる」と紹介されている。
- 小田嶋志生子（上山）
- 徳留五月（旧姓：遠藤）（上山〜高知）
- 和田美由紀（上山）
- 藤塚聡子（新潟〜高崎）
- 山田真裕美（新潟）
- 赤見千尋（高崎） - 現：競馬評論家
- 米田真由美（高崎）
- 木村園夏（浦和）
- 北島希望（浦和）
- 入口由美子（旧姓：牛房）（浦和） - 現：調教師、父は浦和所属の元調教師・騎手の牛房榮吉[36]。
- 土屋薫（浦和〜大井〜アメリカ合衆国ケンタッキー州） - 父は浦和所属の元調教師・土屋登。
- 平山真希（浦和） - 現：調教師
- 稲川由紀子（船橋） - 水曜グランドロマン『女性騎手誕生』（1990年3月7日 日本テレビ、喜多嶋舞主演）に主人公が憧れる女性騎手役で出演[37]。
- 鈴木久美子（船橋）
- 鈴木千予（船橋）
- 溝邉悦代（船橋）
- 米井陽子（船橋）
- 沢江鮎美（大井）
- 埴谷美奈子（大井〜益田）
- 山本泉（現姓：田島）（大井〜新潟） - 現在は大井競馬場で誘導馬騎乗者として在籍[38]。
- 戸川理彩（川崎）
- 安池成実（川崎） - 騎手引退後調教師に転業。父は元調教師の安池保。
- 小林捺花（川崎）[39]
- 宮岸由香（金沢）
- 山上由紀子（金沢）
- 岡河まき子（笠松）
- 中島広美（現姓：田口）（笠松） - 夫は笠松所属調教師（元騎手）の田口輝彦、子息である田口貫太はJRA所属騎手として2023年よりデビュー[40]。
- 神野治美（名古屋） - 日本の女性騎手として史上初の初騎乗初勝利の快挙を達成した人物。後に同じ名古屋所属の騎手であった横川健二と結婚し、子息である横川怜央は大井所属の騎手で、日本の平地競馬では史上初の両親が騎手経験者である騎手。
- 山本茜（名古屋）
- 吉岡牧子（益田） - 8年間で通算350勝。現代競馬において女性騎手の存在を広めた功労者。引退まで益田のスター騎手でもあった。
- 池本徳子（旧姓：大場〜佐藤）（福山）
- 白津万里（福山）
- 森井美香（高知）
- 伊藤千織（佐賀）
- 小山紗知伽（佐賀）
- 小田部雪（中津〜荒尾） - 2001年、中津競馬の廃止とともに荒尾競馬に移籍。2002年引退。
- 藤本美芽（荒尾）
- 篠田幸子（中津）
- 下村瑠衣（北海道〜福山〜高知）
- 別府真衣（現姓：宮川）（高知） - 現：調教師、父は高知所属の調教師・別府真司、夫は高知所属騎手の宮川実。
- 岩永千明（荒尾〜佐賀）

#### 現役で他界
- 高橋優子（岩手） - 日本初の平地女性騎手。水沢・高橋武（優子の父でもある）厩舎所属。1,776騎乗209勝（1969年 - 1974年、通算5年6か月）。1969年4月にデビューしたが1974年、急性心不全のため死去。
- 松沼緑（大井） - 本名は阿井緑。1992年10月に騎手免許を取得し、大塚三郎厩舎に所属。騎手免許取得以前にはキックボクシングのプロライセンスも取得していた。1993年11月、東京都内の公園で首を吊っている所を発見された。

### 日本国外の女性騎手
- ペニー・アン・アーリー（アメリカ）
- メアリー・ベーコン（アメリカ） - 1978年、大井競馬場の招待競走などで来日。
- ジュリー・クローン（アメリカ） - 1990年、ワールドスーパージョッキーズシリーズで来日。
- エマ=ジェイン・ウィルソン（カナダ）
- リサ・クロップ（ニュージーランド） - 1994年にJRAの短期免許を取得し来日（女性短期免許騎手第1号）。
- リサ・オールプレス（ニュージーランド）- 2002年（旧姓：マンビー）[41]、2015年[42]、2016年[43]にJRAの短期免許を取得し来日。2019年、ワールドオールスタージョッキーズで来日。
- ロシェル・ロケット（ニュージーランド） - 2002年中山大障害（J・GI）優勝、JRA初のGI級競走の優勝女性騎手となる。
- アンヌソフィ・マドレーヌ（フランス） - 1999年、インターナショナルジャンプジョッキーズで来日。
- アレックス・グリーヴス（イギリス） - 1997年ナンソープステークス優勝、欧州の平地競走で史上初の女性G1ジョッキー。1992年に高知競馬の交流競走に出走するために来日[44][45][46]。
- カースティ・ミルクザレク（イギリス） - 2011年にイギリス競馬八百長事件で騎乗停止を受ける。
- ホーリー・ドイル（イギリス） - 夫も騎手のトム・マーカンド。2022年、夫妻でJRAの短期免許を取得し来日[47]。
- バーナデット・クーパー（オーストラリア） - 大井競馬場に短期免許（期間は2003年8月5日 - 11月4日）で来日歴あり。
- ヘイリー・ターナー（イギリス） - 2006年、2007年シャーガーカップイギリス代表として出場。2011年ジュライカップ（G1）、2011年ナンソープステークス（G1）優勝。2015年、ワールドオールスタージョッキーズで来日。
- シャンタル・サザーランド（カナダ）
- カシー・オハラ（オーストラリア）
- ロージー・ナプラヴニク（アメリカ） - 2012年ケンタッキーオークス（G1）優勝。
- ミカエル・ミシェル（フランス）- 2019年、ワールドオールスタージョッキーズで来日。2020年には南関東・川崎競馬で短期免許で騎乗。JRA通年免許取得を目指しており、2022年に受験も一次試験不合格となった[48]。
- メガーヌ・ペリエ（フランス）- オリビエ・ペリエの娘[49]。
- レイチェル・ブラックモア（アイルランド）
- コラリー・パコー（フランス） - 2022年、ワールドオールスタージョッキーズで来日。
- レイチェル・キング（イギリス・オーストラリア） - 2024年に同一女性騎手のJRA重賞2勝目となる初の快挙。2025年のフェブラリーステークス制覇で初のJRA平地GI級競走の優勝女性騎手となる。